# Sistema com avaria silenciosa
Fail-silent system (ou "sistema com avaria silenciosa") é um tipo de sistema que, na ocorrência de erros, fornece respostas corretas ou nenhuma resposta.